# Windgenerator
Ein Windgenerator, auch Kleinwindkraftanlage oder Kleinwindenergieanlage (KWEA), ist eine meist industriell hergestellte Windkraftanlage kleiner Leistung zur Gewinnung elektrischer Energie. Einsatzbereiche sind unter anderem autarke Eigenversorgungen in entlegenen Gegenden und im Bereich der nachhaltigen Energiegewinnung.

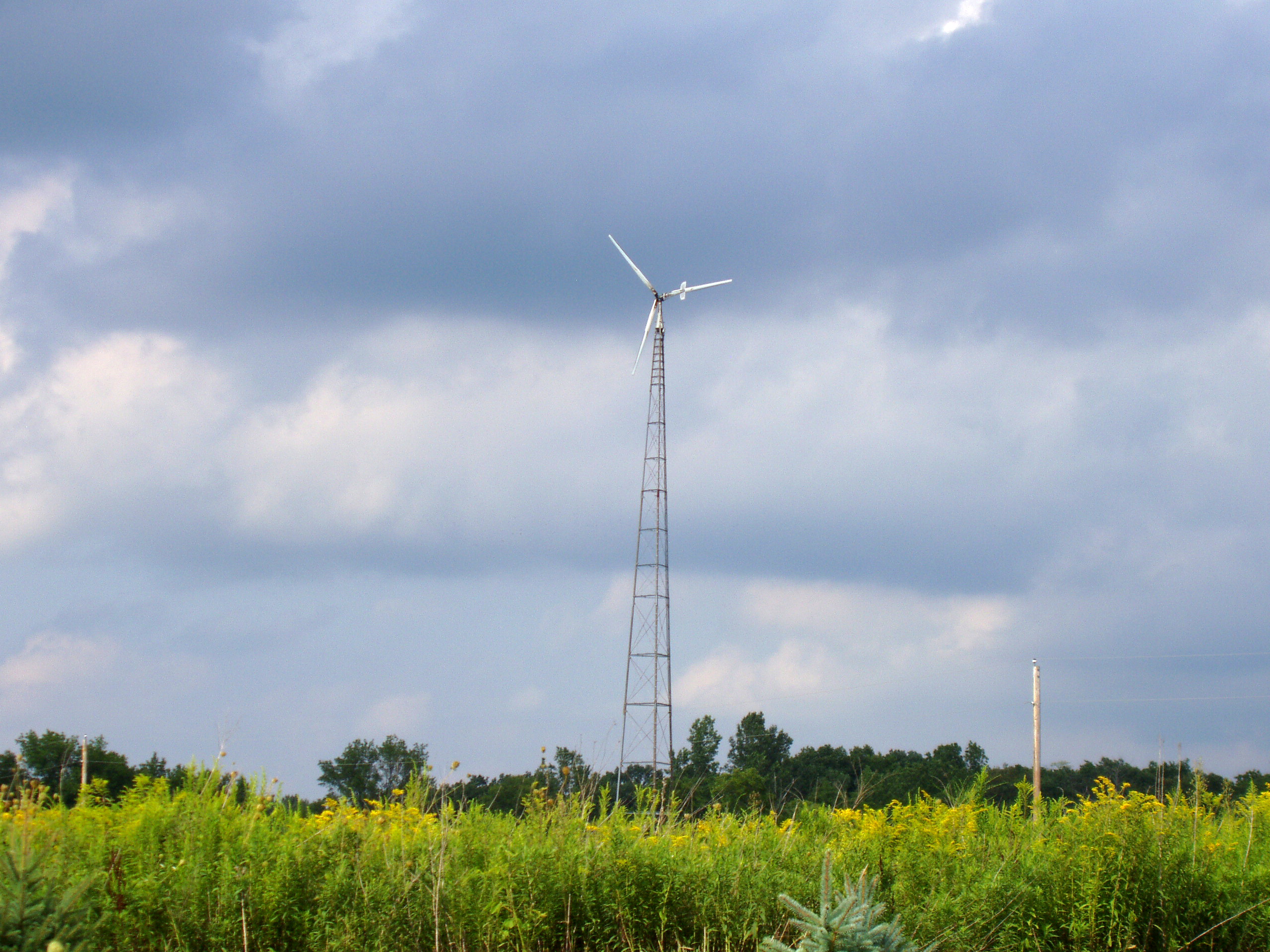
Windgenerator

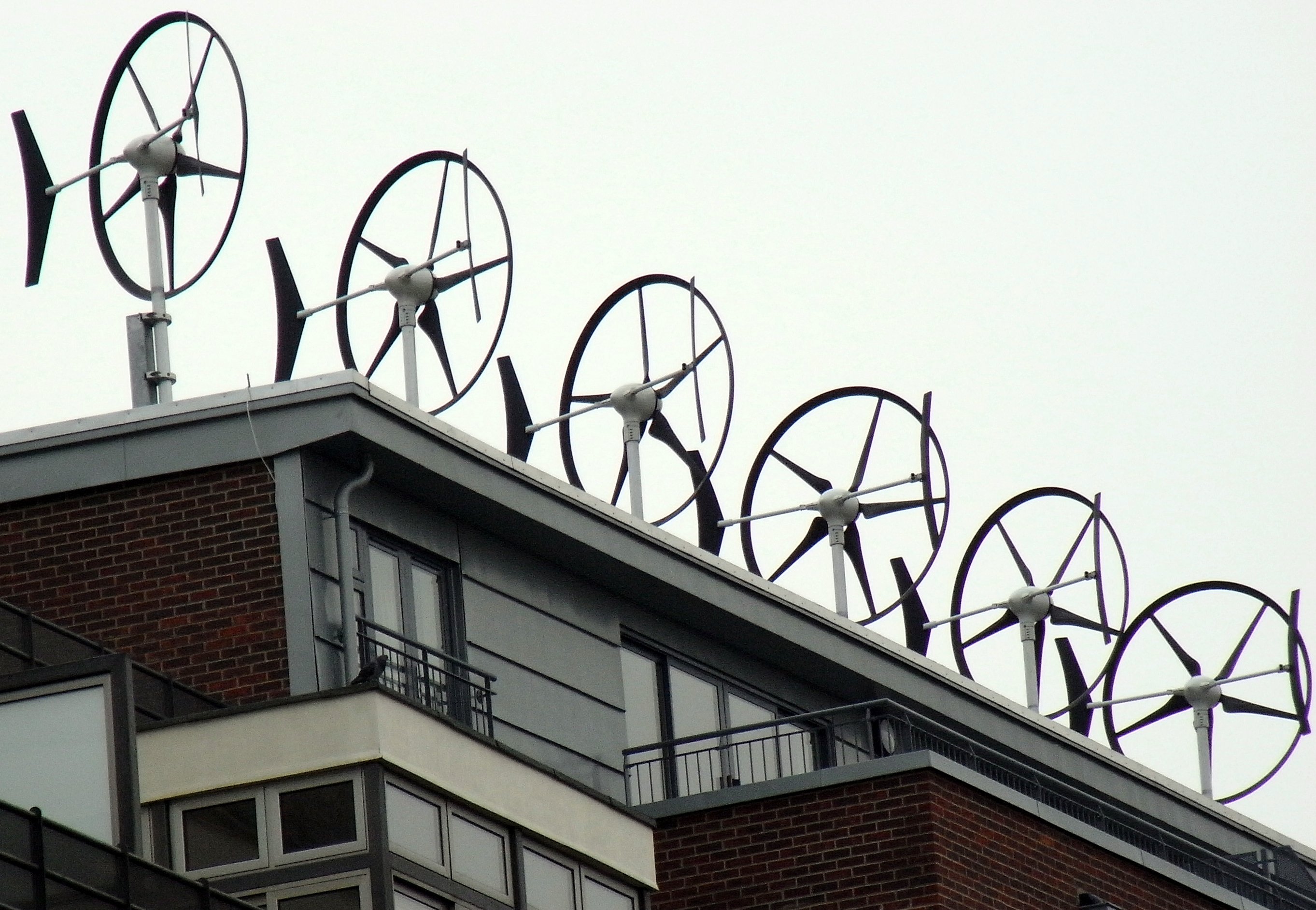
Windgeneratoren auf einem Haus

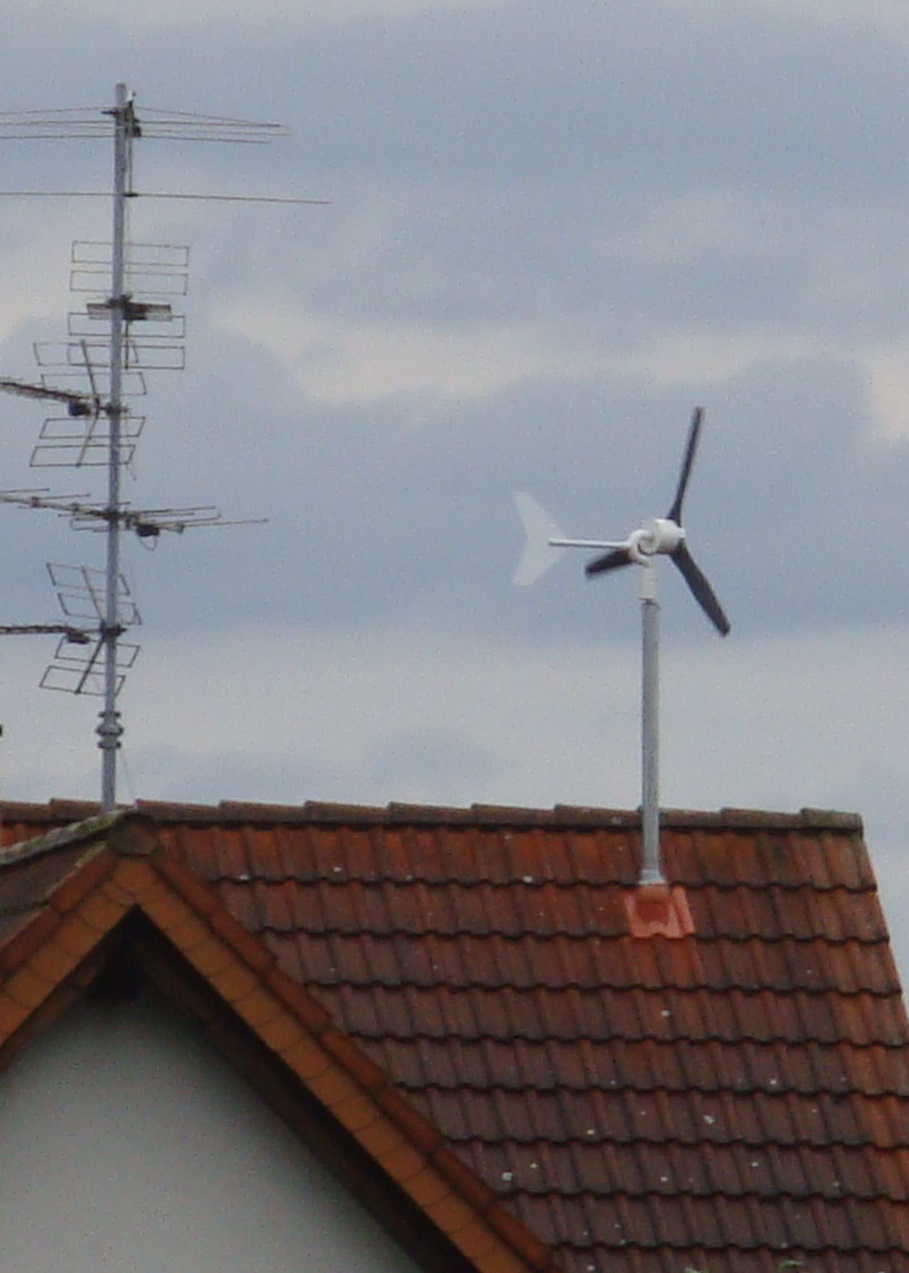
Kleinwindgenerator auf Hausdach

## Allgemeines
Die Abgrenzung zu größeren Windkraftanlagen (WKA) ist fließend und es gibt unterschiedliche Definitionen für Kleinwindenergieanlagen von wenigen Kilowatt bis hin zu maximal 500 kW Nennleistung. Beispielsweise unterscheidet der Bundesverband für Windenergie je nach Nennleistung zwischen Mikrowindenergieanlagen (max. 5 kW), Miniwindenergieanlagen (5 bis 30 kW) und Mittelwindenergieanlagen (30 bis 100 kW). Der Bundesverband Kleinwindanlagen strebt hingegen eine in Europa abgestimmte Definition nach folgender Einteilung an:
„KWEA sind windgetriebene Anlagen mit einer Windangriffsfläche von bis zu 200 m²“, beschrieben in Normenentwurf EN 61400-2. Dies entspricht einem Rotordurchmesser von etwa 16 Metern.
Die Normung umfasst Hausanlagen auf dem Dach oder direkt mit dem Haus verbunden als Nebengebäude ohne Größenbeschränkungen dem Gebäude angepasst. Sie dienen zur Selbstversorgung bis einschließlich 6 kW Nennleistung. Weiters sind in der Norm noch Micro-Windturbinen mit maximal 1,5 kW Nennleistung bzw. 6 m² Windangriffsfläche klassifiziert.
Das Baurecht spricht von „Hauswindnebenanlage“, wenn die Anlage in unmittelbarer Nähe eines Gebäudes steht und dessen Eigenversorgung dient.
Allgemeine Unterscheidungsmerkmale zu größeren Windkraftanlagen sind vor allem:
- in vielen Fällen keine Anbindung an ein öffentliches Stromnetz und Inselbetrieb.
- bei kleinen Anlagen oft an Kleinspannungs- oder Bordnetzen, z. B. 12 V
- und oft in Kombination mit Energiespeichern wie Akkumulatoren, Warmwasserspeichern, Wasserhochbehältern
- geringere Größe (wenige Meter Durchmesser, wenige Kilowatt Nennleistung)
- Nabenhöhe oberhalb naher Strömungshindernisse, aber selten über 20 Meter
- vergleichsweise einfacher Aufbau (Verzicht auf aufwändige Regelungstechnik)
- bei horizontaler Achse meist eine Windfahne zur Windnachführung

Bei Windgeneratoren finden sich auch häufiger von Windkraftanlagen abweichende Bauformen mit mehr Rotorblättern (leiser durch geringere Schnelllaufzahl) oder anderen Grundprinzipien, wie beispielsweise Vertikalrotoren.
Im Hinblick auf die Versorgungssicherheit können Windgeneratoren auch mit anderen Energiequellen wie Photovoltaikanlagen oder Dieselgeneratoren gekoppelt werden. Mit Hilfe von Wechselrichtern kann der erzeugte Strom auch ins öffentliche Netz eingespeist werden, allerdings sieht in Deutschland das Erneuerbare-Energien-Gesetz (EEG) keinen erhöhten Vergütungssatz für Strom aus Kleinanlagen vor.

## Typen von Windgeneratoren
Es gibt verschiedene Methoden, Windenergie zu nutzen, um damit elektrische Energie zu erzeugen. Die dabei genutzten Prinzipien werden in der Aerodynamik erklärt. Am Häufigsten werden Propeller verwendet, meist zweiflüglige oder dreiflüglige.
Besondere Typen sind:

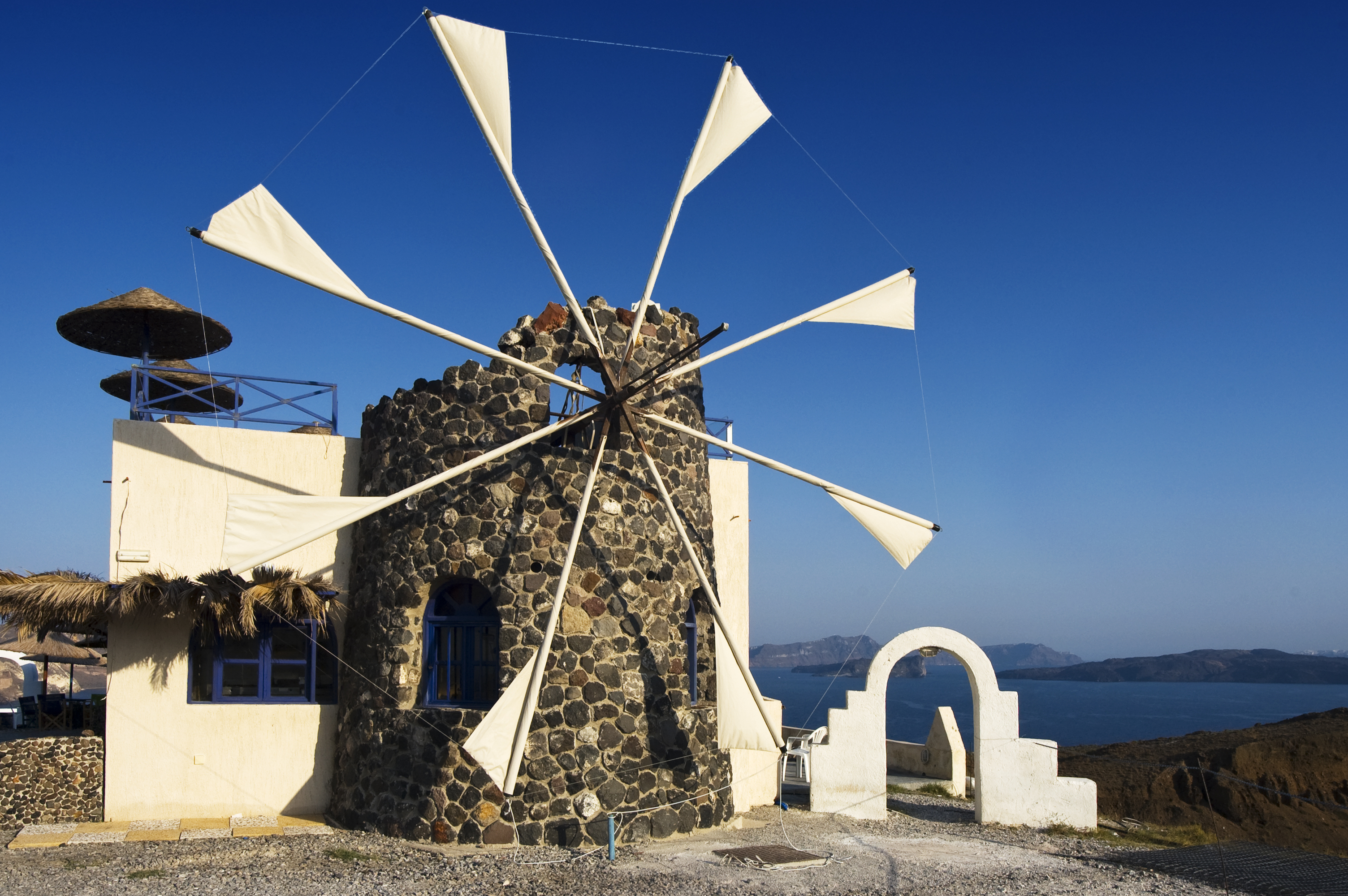
Windmühle
Savonius-Rotor
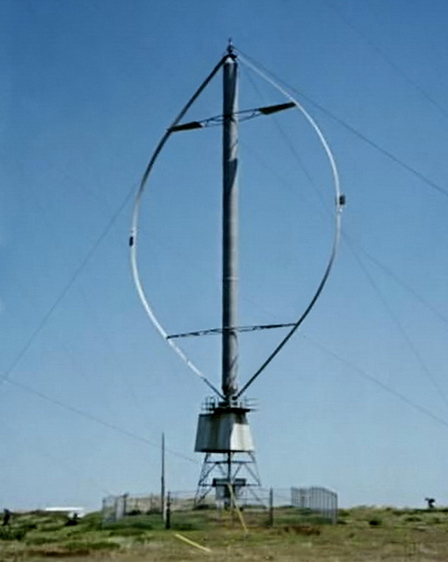
Darrieus-Rotor
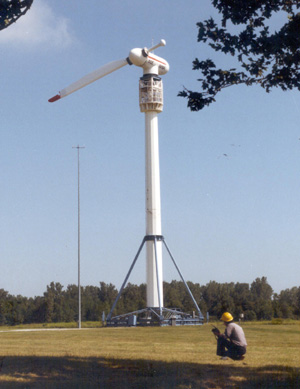
Einflügler
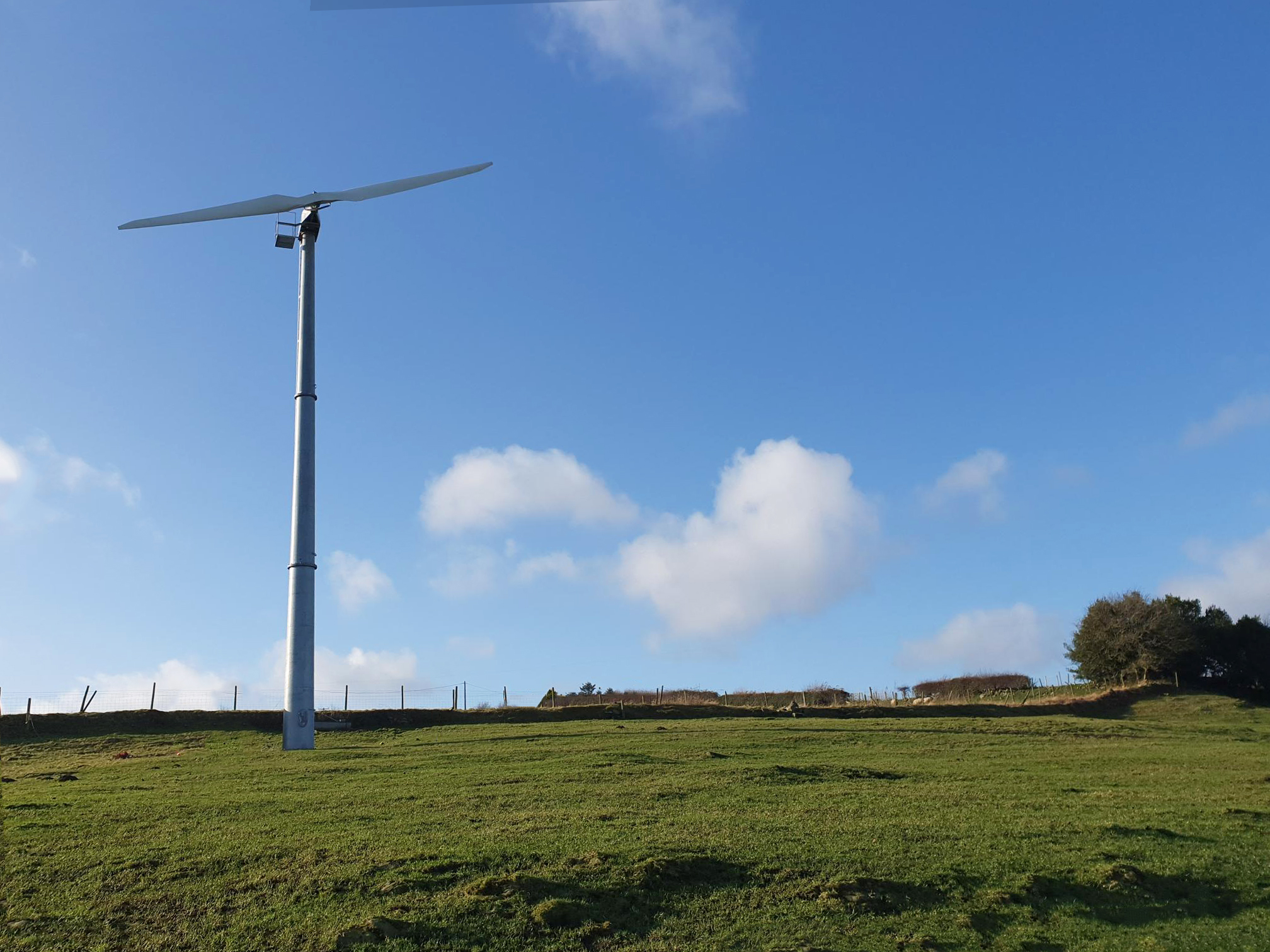
Zweiflügler
Aufwindkraftwerk

## Mobile Anwendungen
Auch auf Segelyachten kommen gelegentlich kleine Windgeneratoren zum Einsatz, um elektrische Energie für Licht, Funkanlage und andere elektrische Geräte an Bord zur Verfügung zu stellen.
An Bord des Luftschiffes LZ 127 „Graf Zeppelin“ stellte ein Windgenerator an der Gondel elektrische Energie für die Funkanlage bereit, denn elektrische Leitungen von den Motorgondeln wären riskant gewesen (Wasserstoff). Eine ähnliche Verwendung gibt es als Notfallsystem auch für Strahlflugzeuge, die über eine durch den Fahrtwind angetriebene ausstellbare Ram-Air-Turbine verfügen.

## Drehstrom- und Gleichstromgeneratoren
Grundsätzlich sind zwei Arten von Generatoren für Klein- oder auch Mikrowindanlagen auf dem Markt vertreten. Drehstromgeneratoren sind überwiegend wartungsfrei, demgegenüber sind in Gleichstromgeneratoren in regelmäßigen Abständen die Kohlebürsten zu tauschen, sofern kein bürstenloser Generator eingesetzt wird. Dabei haben Drehstromgeneratoren den weiteren Vorteil, die Windanlage zusätzlich einfach steuern zu können, z. B. Bremsen zu Wartungszwecken. Wechselrichter mit integriertem Energiemanagementsystem zur Steuerung der Energieerzeugung, sowie Energieverteilung steuern einen oder mehrere Windgeneratoren.
Wenn eine Lichtmaschine als Generator verwendet wird, lässt sich mithilfe der Rombach-Schaltung vermeiden, dass auch bei Stillstand stets ein Erregerstrom durch die Feldspule (Erregerwicklung) fließt.